# Lasioglossum melbournense
Lasioglossum melbournense là một loài Hymenoptera trong họ Halictidae. Loài này được Cockerell mô tả khoa học năm 1904.

## Hình ảnh

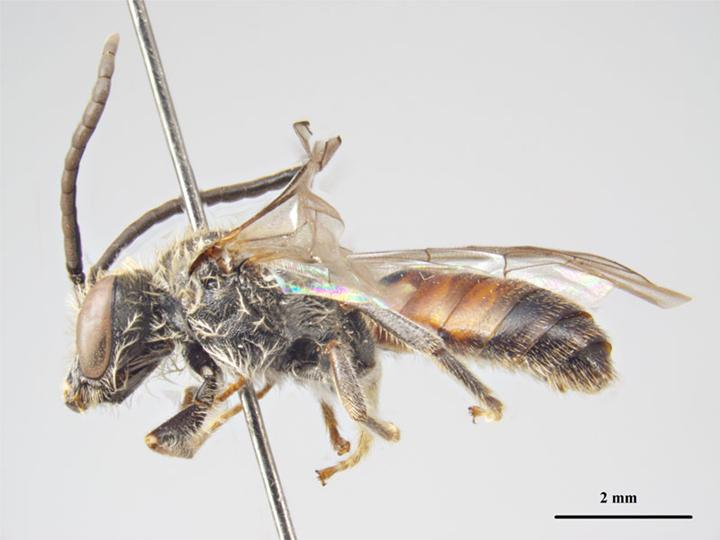